# میترا اصغرزاده
میترا اصغرزاده (زادهٔ ۲۴ دی ۱۳۸۰) شطرنج‌باز اهل ایران است. و عضو تیم ملی شطرنج ایران است، که دارای عنوان استاد بین‌المللی بانوان می‌باشد. وی در سال ۱۴۰۰ با امتیاز ۹ از ۱۱ دور، قهرمان مسابقات شطرنج زنان ایران در کرمانشاه شد.
وی شطرنج را در کودکی از پدر خود آموزش دیده و از سن ۱۱ سالگی شطرنج را به صورت حرفه‌ای دنبال کرده‌است.

## افتخارات
- قهرمان مسابقات زون 3.1 غرب آسیا و کسب سهمیه جام جهانی 2023 باکو، [۴]
- کسب عنوان سومی قهرمانی بانوان ایران در سال 1402 و عضویت در تیم ملی[۵]
- قهرمان مسابقات شطرنج دانشجویان آسیا و اقیانوسیه[۶]
- عضو تیم ملی جمهوری اسلامی ایران در چهل و چهارمین دوره المپیاد جهانی شطرنج در چنای هندوستان[۷]
- قهرمان جوانان کشور در سال ۱۴۰۱ اردبیل[۸]
- قهرمان مسابقات قهرمانی بانوان کشور در سال ۱۴۰۰ و عضویت در تیم ملی
- نایب قهرمان مسابقات آنلاین قهرمانی دختران زیر ۲۰ سال غرب آسیا سال ۲۰۲۰
- قهرمان کشور رده سنی زیر ۲۰ سال کشور سال ۱۳۹۸ در زنجان
- قهرمان کشور رده سنی زیر ۱۸ سال کشور سال ۱۳۹۸ در گرگان
- قهرمان جشنواره سراسری بانوان کشور سال ۱۳۹۸ در مشهد
- قهرمان کشور رده سنی زیر ۲۰ سال کشور ۱۳۹۷ در گرگان
- نائب قهرمان مسابقات قهرمانی بانوان کشور سال ۱۳۹۷ در گرگان و عضویت در تیم ملی
- نائب قهرمان جشنواره سراسری بانوان کشور سال ۱۳۹۶ در اراک
- قهرمان مسابقات رپید رده سنی زیر ۱۷ سال دانش‌آموزان آسیا در تهران ۱۳۹۵
- مقام سوم رده سنی زیر ۱۷ سال دانش‌آموزان آسیا در تهران ۱۳۹۵
- قهرمان کشور در رده سنی زیر ۱۴ سال دختران ۱۳۹۴ در قزوین